# Federatie der Diocesane Volks- en Werkliedenverbonden
De Federatie der Diocesane Volks- en Werklieden-verbonden werd in 1906 opgericht als een federatie van Nederlandse standsorganisaties voor Katholieke arbeiders. Het primaire doel van deze organisatie was de geestelijke vorming van katholieke arbeiders. In 1925 ging deze organisatie samen met het Bureau van de Rooms-Katholieke Vakorganisatie op in het Rooms-Katholiek Werkliedenverbond.